# Ostpolitik
Ostpolitik (en alemany Política de l'est) fou l'esforç realitzat per Willy Brandt, Ministre d'Exteriors primer i Canceller de l'Alemanya Occidental després, per normalitzar les relacions amb les nacions de l'Europa de l'Est, incloent-hi l'Alemanya Oriental. L'origen del terme fa referència a la decisió d'Alemanya de mirar cap a l'Est en comptes de només cap a l'Oest com havia fet fins aleshores Konrad Adenauer (el primer canceller de la República Federal d'Alemanya.
Entre els elements principals de l'Ostpolitik destaquen l'abandonament de la Doctrina Hallstein i el reconeixement de la línia Oder-Neisse com a frontera entre Polònia i l'Alemanya Oriental. També es feren més estretes les relacions comercials amb l'Europa de l'Est i la Unió Soviètica.
Les negociacions entre Brandt i el canceller de l'Alemanya Oriental Willi Stoph començaren ràpidament, però no fou possible arribar a un acord formal, ja que Brand no estava disposat a reconèixer la part oriental com a estat sobirà. El 1970 l'Alemanya Occidental i la Unió Soviètica signaren el Tractat de Moscou i poc temps després arribaren els acords amb Polònia 1971 i els altres països del bloc soviètic.
L'acord més controvertit fou l'anomenat Acord Bàsic, signat el 1972 en la qual la RFA i la RDA es reconeixien mútuament com a estats. Això fou durament criticat pels conservadors que creien que aquest reconeixement portaria a la divisió permanent d'Alemanya.